# Stenophylax minoicus
Stenophylax minoicus är en nattsländeart som beskrevs av Malicky 1982. Stenophylax minoicus ingår i släktet Stenophylax och familjen husmasknattsländor. Inga underarter finns listade i Catalogue of Life.